# 瑟蓋·洛茲尼察
瑟蓋·洛茲尼察（烏克蘭語：Сергій Володимирович Лозниця；1964年9月5日—）為烏克蘭電影導演，創作包括紀錄片與劇情片。

## 生涯
瑟蓋·洛茲尼察出生於當時仍為蘇聯一部分的白俄羅斯，後來他們舉家搬至同屬蘇聯的烏克蘭基輔，洛茲尼察在當地完成中學學業後，他進入基輔理工學院數學系就讀，於1987年畢業。1987年至1991年間，他在控制論研究所工作，他工作內容為開發人工智慧系統、設計和工作系統。與此同時，他也擔任日文翻譯。
1991年，他前往莫斯科就讀莫斯科國立電影學院，師從喬治亞導演娜娜·裘楊茲；1997年，他順利畢業。
自2000年以來，他一直在聖彼得堡拍攝紀錄片。2001年，他和家人搬到德國。
2010年，他完成第一部劇情長片《你是我的喜悅》，獲選為第63屆坎城影展正式競賽片；2012年，第二部劇情長片《在霧中》再度進入第65屆坎城影展正式競賽單元，並獲得費比西國際影評人獎。2017年，他以《殘酷的溫柔》第三度進入第70屆坎城影展正式競賽單元。
2018年，他完成取材自頓巴斯戰爭的劇情片《著魔的國境》，獲選為第71屆坎城影展一種注目單元開幕片，並獲得該單元最佳導演獎。

## 作品

### 劇情長片
- 2010年：《你是我的喜悅（俄语：Счастье моё (фильм, 2010)）》（Счастье моё）
- 2012年：《在霧中（俄语：В тумане (фильм)）》（В тумане）
- 2014年：《賽拉耶佛之橋》（Les Ponts de Sarajevo；多段式電影）
- 2017年：《殘酷的溫柔》（Кроткая）
- 2018年：《著魔的國境》（Донбас）
- 2025年：《國家公訴人》（Два прокурори）

### 短片
- 1996年：《今天我們一起蓋房子》(Today We Are Going to Build a House)[8]
- 1998年：《生活，秋天》(Life, Autumn)
- 2000年：《站點》(The Halt)
- 2001年：《小镇》(Settlement)
- 2002年：《肖像》 (Portrait)
- 2003年：《景色》(Landscape)
- 2004年：《工廠》(Factory)
- 2005年：《封鎖（英语：Blockade (2006 film)）》(Blockade)
- 2006年：《合作社》(Artel)
- 2008年：《北方的光》(Northern Light)
- 2008年：《回顧》(Revue)

## 外部連結
- Sergei Loznitsa在互联网电影资料库（IMDb）上的資料（英文）